# Навчально-науковий інститут комп'ютерної фізики та енергетики Харківського національного університету
Навчально-науковий інститут комп'ютерної фізики та енергетики (ННІ КФЕ), до 2019 року фізико-енергетичний факультет — навчально-науковий підрозділ ХНУ імені В. Н. Каразіна фізичного профілю, що спеціалізується в галузях енергетики та обчислювальної фізики. 

## Історія
Фізико-енергетичний факультет (ФЕФ) Харківського національного університету імені В. Н. Каразіна був створений 12 липня 2001 року спільним указом Міністерства освіти і науки України та Національної академії наук України. Таким чином, ФЕФ став першим факультетом подвійного підпорядкування в Україні[джерело не вказане 744 дні]. 1 листопада 2019 року фізико-енергетичний факультет було реорганізовано шляхом перетворення в навчально-науковий інститут комп’ютерної фізики та енергетики.

## Кафедри
З 2022-2023 навчального року до складу факультету входять 3 кафедри:
- Кафедра фізики нетрадиційних енерготехнологій та екології. Напрям діяльності кафедри — фізика нетрадиційних (альтернативних і поновлюваних) джерел енергії, новітні матеріали енергетики, енергозберігаючі технології, технічні засоби охорони навколишнього середовища. Завідувач кафедри - О. П. Кулик.
- Кафедра інформаційних технологій в фізико-енергетичних системах. Напрям діяльності кафедри — розробка, вдосконалення, математичне та комп’ютерне моделювання роботи енергетичних систем, обробка даних в енергетиці. Завідувач кафедри - Р. В. Сухов.
- Кафедра комп’ютерної фізики. Напрям діяльності кафедри — обчислювальна фізика, моделювання фізичних процесів, розробка й застосування новітніх чисельних методів, обробка, аналіз й візуалізація даних фізичного експерименту.м. Завідувач кафедри - К. Е. Нємченко.